# 2. česká futsalová liga 2019/2020
V soubojích 26. ročníku 2. české futsalové ligy 2019/20 se utkalo v základní části 23 týmů ve svou skupinách. Ve skupině Východ 12 týmů, ve skupině Západ týmů 11. Obě skupiny se odehrálo dvoukolově, vítězové skupin získají právo na postup do 1. ligy. Obě skupiny byly předčasně ukončeny po 21. kole kvůli pandemii koronaviru. Ve skupině Západ si prvenství vybojoval FC Rapid Ústí nad Labem, který také postoupil do 1. ligy 2020/21. Ve skupině Východ možnost postoupit nevyužily týmy SKUP Olomouc a SK Amor Kloboučky Vyškov, postoupili tak třetí Žabinští Vlci Brno.

## Skupina Východ

### Ligová tabulka
| Poř. | Tým                      | Z  | V  | R | P  | VG  | OG  | B    |
| ---- | ------------------------ | -- | -- | - | -- | --- | --- | ---- |
| 1.   | SKUP Olomouc             | 21 | 17 | 1 | 3  | 151 | 92  | 52   |
| 2.   | SK Amor Kloboučky Vyškov | 21 | 14 | 2 | 5  | 111 | 74  | 44   |
| 3.   | Žabinští Vlci Brno       | 21 | 13 | 2 | 6  | 121 | 85  | 41   |
| 4.   | VŠSK UTB Zlín            | 21 | 13 | 1 | 7  | 108 | 102 | 40   |
| 5.   | AC Gamaspol Jeseník      | 21 | 10 | 2 | 9  | 85  | 80  | 32   |
| 6.   | FC Tango Hodonín B       | 21 | 9  | 4 | 8  | 101 | 102 | 31   |
| 7.   | FC Baník Ostrava         | 21 | 9  | 1 | 11 | 105 | 115 | 28   |
| 8.   | VŠB Ostrava              | 21 | 9  | 0 | 12 | 103 | 104 | 27   |
| 9.   | SKP Ocel Třinec          | 21 | 8  | 3 | 10 | 98  | 97  | 0´27 |
| 10.  | ASM Dolní Loučky         | 21 | 7  | 2 | 12 | 115 | 135 | 23   |
| 11.  | SK Ferram Opava          | 21 | 3  | 3 | 15 | 68  | 119 | 12   |
| 12.  | Barracuda Jakubčovice    | 21 | 2  | 3 | 16 | 75  | 136 | 9    |

Poznámky

- Z = Odehrané zápasy; V = Vítězství; R = Remízy; P = Prohry; VG = Vstřelené góly; OG = Obdržené góly; B = Body

|  | Postup do 1. ligy                           |
|  | Tým se nepřihlásil do následujícího ročníku |
|  | Sestup do příslušné Divize                  |

## Skupina Západ

### Ligová tabulka
| Poř. | Tým                       | Z  | V  | R | P  | VG  | OG  | B  |
| ---- | ------------------------- | -- | -- | - | -- | --- | --- | -- |
| 1.   | FC Rapid Ústí nad Labem   | 19 | 17 | 1 | 1  | 130 | 62  | 52 |
| 2.   | FK Kladno                 | 19 | 15 | 1 | 3  | 76  | 54  | 46 |
| 3.   | FK GMM Jablonec nad Nisou | 20 | 12 | 1 | 7  | 120 | 85  | 37 |
| 4.   | Wizards DDM Praha 10      | 19 | 9  | 5 | 5  | 65  | 60  | 32 |
| 5.   | FC Jerigo 1994 Plzeň      | 19 | 9  | 2 | 8  | 87  | 76  | 29 |
| 6.   | FC Malibu Mladá Boleslav  | 19 | 7  | 3 | 9  | 69  | 74  | 24 |
| 7.   | SK Interobal Plzeň B      | 19 | 7  | 1 | 11 | 88  | 108 | 22 |
| 8.   | FC Baník Chomutov         | 19 | 7  | 0 | 12 | 111 | 115 | 21 |
| 9.   | FK Boca Chotěboř          | 19 | 6  | 2 | 11 | 67  | 89  | 20 |
| 10.  | FC Dalmach Turnov         | 19 | 6  | 1 | 12 | 79  | 100 | 19 |
| 11.  | Pampuch Liberec           | 19 | 1  | 1 | 17 | 65  | 134 | 4  |

Poznámky

- Z = Odehrané zápasy; V = Vítězství; R = Remízy; P = Prohry; VG = Vstřelené góly; OG = Obdržené góly; B = Body

|  | Postup do 1. ligy                           |
|  | Tým se nepřihlásil do následujícího ročníku |
|  | Sestup do příslušné Divize                  |